# Arno Mentzel-Reuters

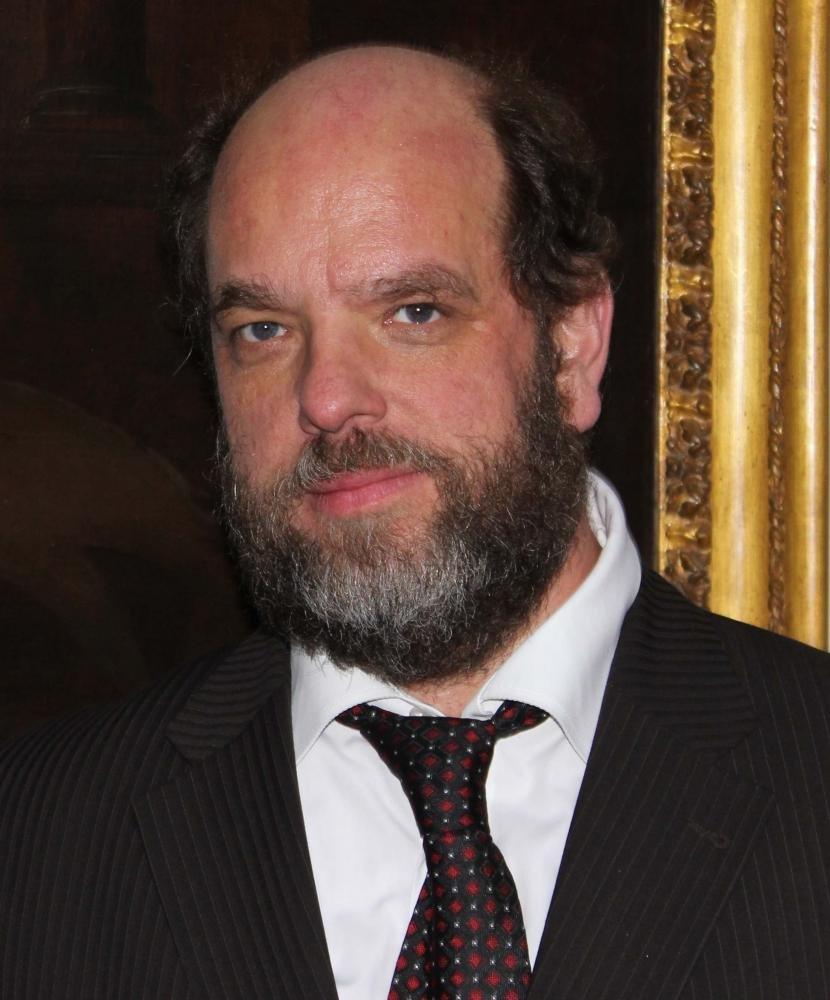
Arno Mentzel-Reuters

Arno Mentzel-Reuters (* 19. November 1959 in Setterich bei Aachen) ist ein deutscher Altgermanist und Buchwissenschaftler.

## Werdegang
Mentzel-Reuters besuchte das Dalton-Gymnasium in Alsdorf. Nach dem Abitur studierte er an der RWTH Aachen und der Technischen Universität Berlin Germanistik, Philosophie und Geschichte. An der TU Berlin wurde er 1988 zum Dr. phil. promoviert. Nach der Ausbildung für den Höheren Bibliotheksdienst widmete er sich ab 1988 der Handschriftenkatalogisierung in Aachen und Tübingen. Seit 1994 leitet er die Bibliothek, seit 2004 zusätzlich das Archiv der Monumenta Germaniae Historica (MGH).
1999 habilitierte er sich im Fach Buchwissenschaft an der Friedrich-Alexander-Universität Erlangen. 2005 erfolgte die Umhabilitation in das Fachgebiet Deutsche Sprache und Literatur des Mittelalters an der Universität Augsburg. Sie ernannte ihn 2010 zum apl. Professor.
Von 2004 bis 2010 leitete er das von der Deutschen Forschungsgemeinschaft geförderte Digitalisierungsprojekt sämtlicher Editionen der MGH. Mit Jürgen Sarnowsky gibt er im Auftrag der Historischen Kommission für ost- und westpreußische Landesforschung die Beihefte zum preußischen Urkundenbuch heraus.

## Mitgliedschaften
- Mitglied der Internationalen Historischen Kommission zur Erforschung des Deutschen Ordens (2004)
- Vorstandsmitglied der Historischen Kommission für ost- und westpreußische Landesforschung, von 2010 bis 2019 Vorsitzender
- Ordentliches Mitglied des Münchener Zentrums für Editionswissenschaft[8]

## Veröffentlichungen (Auswahl)
Monographien
- Vröude. Artusbild, Fortuna- und Gralkonzeption in der "Crône" des Heinrich von dem Türlin als Verteidigung des höfischen Lebensideals. Lang, Frankfurt/M. 1989, ISBN 3-631-41845-0 (Dissertation Technische Universität Berlin).
- Die Handschriften der Öffentlichen Bibliothek der Stadt Aachen. Hauptband: Die mittelalterlichen Handschriften und die neuzeitlichen Handschriften der Signaturengruppe "Manuscripta" bis Ms. 109; Nachtrag: Fragment-Sammlung Stephan Beissel, Codices Wings (neue Bearbeitung) mit einem Gesamtregister der lateinischen Initien. Lang, Frankfurt/M. 1992/1993, ISBN 3-631-44726-4.
- (mit Gerd Brinkhus): Die lateinischen Handschriften der Universitätsbibliothek Tübingen. Bd. 2: Signaturen Mc 151 bis Mc 379 sowie die lateinischen Handschriften bis 1600 aus den Signaturengruppen Mh, Mk und aus dem Druckschriftenbestand (= Handschriftenkataloge der Universitätsbibliothek Tübingen, Bd. 1,2). Harrassowitz, Wiesbaden 2001, ISBN 3-447-04422-5.
- Arma spiritualia. Bibliotheken, Bücher und Bildung im Deutschen Orden (= Beiträge zum Buch- und Bibliothekswesen, Bd. 47). Harrassowitz, Wiesbaden 2003, ISBN 3-447-04838-7.
- (Hrsg., mit Martina Hartmann): Catalogus und Centurien. Interdisziplinäre Studien zu Matthias Flacius und den Magdeburger Centurien (= Spätmittelalter, Humanismus, Reformation, Bd. 45). Mohr Siebeck, Tübingen 2008, ISBN 978-3-16-149609-7.
- (Hrsg.): Preußen und Livland im Zeichen der Reformation. Fibre, Osnabrück 2014, ISBN 978-3-938400-99-9.
- (Hrsg., mit Stefan Samerski): Castrum sanctae Mariae. Die Marienburg als Burg, Residenz und Museum (= Vestigia prussica, Bd. 1). V&R Unipress, Göttingen 2019, ISBN 978-3-8471-0883-2.
- (Mithrsg.): Mittelalter lesbar machen. Festschrift 200 Jahre Monumenta Germaniae Historica. Harrassowitz, Wiesbaden 2019, ISBN 978-3-447-11240-6.
- (Mithrsg.): Das Reichsinstitut für ältere deutsche Geschichtskunde 1935 bis 1945. Ein "Kriegsbeitrag der Geisteswissenschaften"? Harrassowitz, Wiesbaden 2021, ISBN 978-3-447-11631-2.
- Karfreitagszauber. Wagners 'Parsifal' und die europäische Lesekultur des Industriezeitalters (1857-1918) (= Beiträge zum Buch- und Bibliothekswesen, Bd. 71). Harrassowitz, Wiesbaden 2023, ISBN 978-3-447-12109-5.

Aufsätze
- Historisches Pflichtexemplar und retrospektive Nationalbibliographie. Eine Studie zu den Fachgruppen "Deutsche Dichter" und "Philosophie" der Württembergischen Landesbibliothek Stuttgart. In: Bibliothek und Wissenschaft, Bd. 24 (1990), S. 104–138.
- Zwei Tübinger Exemplare der "Loci theologici" mit Autographen von Melanchthon. In: Blätter für württembergische Kirchengeschichte, Bd. 92 (1992), S. 158–164.
- Ein Evangeliar aus der St. Galler Schreibschule unter Salomon III. ÖB Aachen, Cod. WINGS 1. In: Aachener Kunstblätter, Bd. 59 (1991/1993), S. 71–83.
- Vorüberlegungen zu einer Handschriftendatenbank. In: Zeitschrift für Bibliothekswesen und Bibliographie, Bd. 41 (1994), S. 479–499.
- "Notanda reliquit doctor Martinus Plantsch".  Leben und Werk eines Tübinger Theologen (ca. 1460 - 1533). In: Bausteine zur Tübinger Universitätsgeschichte, Bd. 7 (1995), S. 7–44.
- Tübinger Quellen zum Buchwesen der Schwenckfelder Gemeinden im 16. Jahrhundert. In: Gutenberg-Jahrbuch, Jg. 1995, S. 311–318.
- Miscellanea Tubingensia. Kirchengeschichtliche Nachlese zum Katalog der lateinischen Handschriften der Universitätsbibliothek. In: Blätter für württembergische Kirchengeschichte, Bd. 103 (2003), S. 11–26.
- Medizin in der Frühzeit der Universität Tübingen. In: Franz Fuchs (Hrsg.): Medizin, Jurisprudenz und Humanismus in Nürnberg um 1500 (= Pirckheimer-Jahrbuch für Renaissance- und Humanismusforschung, Bd. 24). Harrassowitz, Wiesbaden 2010, S. 91–127, ISBN 978-3-447-06411-8.
- Reformatoren drucken das Mittelalter. Luthers "Theologia deutsch" und Melanchthons Lampert von Hersfeld. In: Günter Frank (Hrsg.): Die Reformation und ihr Mittelalter. Frommann-Holzboog, Stuttgart-Bad Cannstatt 2016, S. 79–112, ISBN 978-3-7728-2690-0.
- NS-"Archivschutz" in Zichenau. In: Preußenland, N.F., Bd. 6 (2015), S. 100–125.
- Richard Wagner und "Die letzte Heidenverschwörung in Preußen". In: Preußenland, N.F., Bd. 10 (2019), S. 105–121.
- Ein "Bischof mit dem Bart" auf der Marienburg (1407). In: Preußenland, N.F., Bd. 13 (2022), S. 88–111.